# Rhizaxinella shikmonae
Rhizaxinella shikmonae är en svampdjursart som beskrevs av Ilan, Gugel, Galil och Janussen 2003. Rhizaxinella shikmonae ingår i släktet Rhizaxinella och familjen Suberitidae.
Artens utbredningsområde är havet utanför Israel. Inga underarter finns listade i Catalogue of Life.